# Pityrogramma tartarea
Pityrogramma tartarea är en kantbräkenväxtart som först beskrevs av Antonio José Cavanilles, och fick sitt nu gällande namn av William Ralph Maxon. Pityrogramma tartarea ingår i släktet Pityrogramma och familjen Pteridaceae.

## Underarter
Arten delas in i följande underarter:
- P. t. aurata
- P. t. jamesonii